# 南滩镇
南滩镇，原为南滩乡，是中华人民共和国四川省泸州市合江县曾经下辖的一个镇。2019年12月，撤销南滩镇，将其所属行政区域划归石龙镇管辖。

## 行政区划
南滩镇撤销前下辖以下地区：
两河社区、攀湾村、段家祠村、桥板村、大久村、水河沟村和太公寺村。